# Crescent Glacier
Crescent Glacier är en glaciär i Antarktis. Den ligger i Östantarktis. Nya Zeeland gör anspråk på området. Crescent Glacier ligger 470 meter över havet.
Terrängen runt Crescent Glacier är varierad. Trakten är obefolkad. Det finns inga samhällen i närheten. 